# 금일로
금일로(Geumil-ro)는 충청북도 음성군 금왕읍 산평교에서 안성시 일죽면을 잇는 19.2km 도로이다.

## 주요 경유지
충청북도
- 음성군 (금왕읍 . 삼성면)

경기도
- 안성시 일죽면

## 노선
| 이름                  | 접속 노선                        | 소재지            | 소재지            | 비고              |
| 숫돌고개로와 직결     | 숫돌고개로와 직결                | 숫돌고개로와 직결 | 숫돌고개로와 직결 | 숫돌고개로와 직결 |
| --------------------- | -------------------------------- | ----------------- | ----------------- | ----------------- |
| 금왕사거리            | 지방도 제329호선 (무극로)        | 음성군            | 금왕읍            |                   |
| 우원아파트교차로      |                                  | 음성군            | 금왕읍            |                   |
| 내송교차로            | 국도제21호선 (진성로)            | 음성군            | 금왕읍            |                   |
| 내곡삼거리            | 지방도 제515호선 (금율로)        | 음성군            | 금왕읍            |                   |
| 사창고개              |                                  | 음성군            | 금왕읍            |                   |
| 서낭당고개            |                                  | 음성군            | 금왕읍            |                   |
| 형제고개              |                                  | 음성군            | 금왕읍            |                   |
| 삼형재고개            |                                  | 음성군            | 금왕읍            |                   |
| 응구리고개            |                                  | 음성군            | 삼성면            |                   |
| 김정삼거리            | 덕정로                           | 음성군            | 삼성면            |                   |
| 김정사거리            | 덕정로144번길                    | 음성군            | 삼성면            |                   |
| 덕정교                |                                  | 음성군            | 삼성면            |                   |
| 삼성사거리            | 대성로 덕정로30번길              | 음성군            | 삼성면            |                   |
| 덕정삼거리            | 덕정로                           | 음성군            | 삼성면            |                   |
| 양덕교                |                                  | 음성군            | 삼성면            |                   |
| 삼성IC(하남)교차로    | 제35호선 중부고속도로            | 음성군            | 삼성면            |                   |
| 삼성IC(통영)교차로    | 제35호선 중부고속도로            | 음성군            | 삼성면            |                   |
| 화봉육교              |                                  | 안성시            | 일죽면            |                   |
| 보리고개 수리티고개   |                                  | 안성시            | 일죽면            |                   |
| 화봉사거리            | 지방도 제318호선 (일생로) 장암로 | 안성시            | 일죽면            |                   |
| 천둔사거리 천준교차로 | 지방도 제318호선 (내둔길) 송천길 | 안성시            | 일죽면            |                   |
| 화봉교                |                                  | 안성시            | 일죽면            |                   |
| 시가지청미교          |                                  | 안성시            | 일죽면            |                   |
| 신흥2삼거리           | 국도제38호선 (서동대로)          | 안성시            | 일죽면            |                   |

## 주요 건물및 시설
- 성환카공업사 (금일로 23/내송리 93-8)
- 농협 금왕농협 주유소 (금일로 71/내송리 107-1)
- 세븐일레븐 음성금왕내송점 (금일로 106/내송리 216-9)
- GS칼텍스 희망주유소 (금일로 187/내송리 392-5)
- GS칼텍스 DY에너지 충전소 (금일로 208/내송리 396-9)
- SK에너지 매봉주유소 (금일로 243/쌍봉리 93-1)
- 세븐일레븐 음성쌍봉로드점 (금일로 266/쌍봉리 88)
- GS25 금왕내곡점 (금일로 418/내곡리 15-1)
- CU 음성금왕사창점 (금일로 542/사창리 179-6)